# Батько Горіо
 «Батько Горіо» (фр. Le père Goriot) — роман французького письменника Оноре де Бальзака, написаний у 1832 році, що згодом увійшов до зібрання творів «Людська комедія». Вперше було опублікований в грудні 1834 — лютому 1835 в журналі «Паризький огляд».

## Сюжет
У романі показана безмежна, жертовна любов батька до своїх дітей, яка виявилася не взаємною. І яка в кінцевому підсумку вбила Горіо.
Розповідь починається з пансіону Воке, в якому проживає Горіо. У пансіонаті всі знають його, ставляться вкрай недоброзичливо і звуть не інакше як «таточко Горіо». Разом з ним, у пансіоні проживає і молодий Растіньяк, який за волею долі дізнається трагічну долю Горіо. Виявляється, він був дрібним торговцем, що мав досить непоганий фінансовий стан, але розтратив його на улюблених дочок (Растіньяк стає коханцем однієї з них), а ті своєю чергою, витиснувши з батька все, що могли, кинули його. І справа була не в знатних і багатих зятях, а в самих дочках, які, потрапивши у вищий світ, почали соромитися свого батька. Навіть коли Горіо помирав, дочки не захотіли прийти і допомогти батькові. Вони не з'явилися і на похоронах. Ця історія стала поштовхом для молодого Растиньяка, який вирішив будь-що-будь підкорити Париж і його мешканців.

## Персонажі

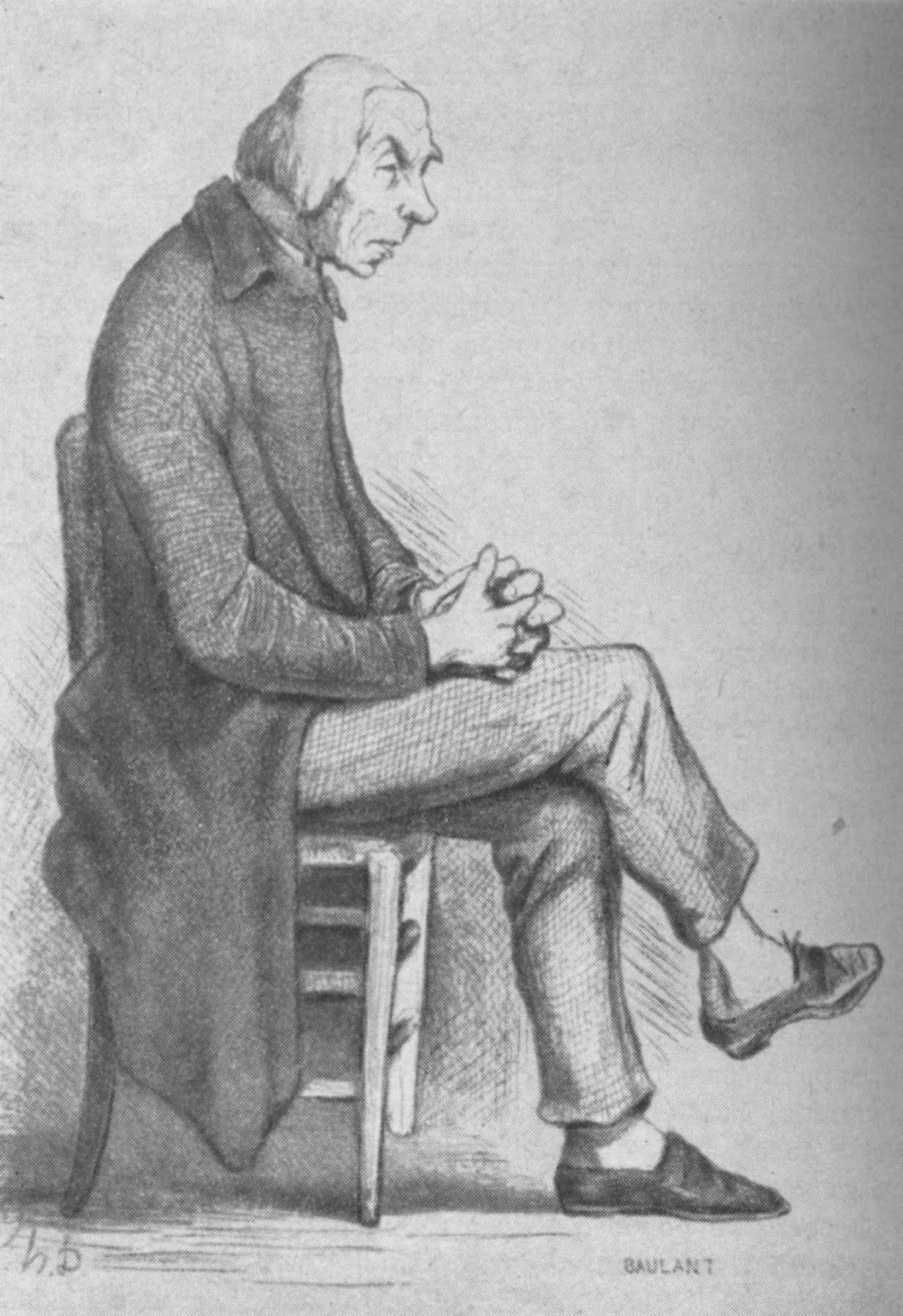
Батько Горіо. Ілюстрація художника Оноре Дом'є

- Батько Горіо Центральний персонаж роману. Прообразом для нього з'явився шекспірівський Король Лір. «Невиліковний батько», у якого на голові є «єдиний горбок — горбок батьківства». Він сприймає світ лише через призму свого ставлення до дочок, він живе лише заради того, щоб виконувати їх бажання. Такий собі «Христос батьківській любові».
- Ежен де Растіньяк Молодий студент, який жив у селі. Має батька, матір, двох сестер і двох братів. Сусід Горіо по пансіонату. А згодом коханець молодшої дочки Горіо — баронеси де Нусинген. Чи не єдиний персонаж роману, що ставиться до Горіо з повагою. Наскрізний персонаж «Людської комедії».
- Дельфіна де Нусинген Молодша дочка Горіо, що вийшла заміж за багатого банкіра німецького походження. Показово, що вже незабаром після весілля подружжя майже не спілкувалися, вони спали в різних спальнях і відкрито мали коханців.
- Анастазі де Ресто Старша дочка Горіо. На відміну від своєї сестри, вийшла заміж за графа. Обожнює вищий світ, увагу.
- Вотрен Ще один наскрізний персонаж «Людської комедії». Негідник, каторжанин-втікач, який дуже цинічно грає чужими життями. Однак з усіх мешканців пансіонату — єдиний, хто не боїться сказати суспільству все, що, з його точки зору, воно з себе представляє. Досить тепло ставиться до Ежена і пропонує йому спосіб збагатитися внаслідок одруження Ежена на жительці пансіону Вікторині Тайфер, чий батько володіє мільйонами.
- Віконтеса де Босеан двоюрідна сестра Растиньяка. Одна з найвідоміших дам Парижа. На її балу мріяла опинитися баронеса де Нусинген. Мала стосунки з маркізом д'Ажуда-Пінто. Після того, як вона дізналася про його весілля з останньою, вирішила поїхати в північні маєтки чоловіка.
- Воке власниця пансіону. Вельми корислива дама 50 років. Вдова. Головне для неї — гроші. Розраховувала на татуся Горіо, але була відкинута, а тому ставиться до нього неприязно і навіть агресивно.
- Максим де Трай Коханець графині де Ресто. Гравець. Графиня неодноразово просила у свого батька гроші, щоб покрити борги коханця. Зрештою утікає. По ходу сюжету дізнається, що всі діти Анастазі, крім старшого сина — від нього.
- Бьяншон студент-лікар. Друг Растиньяка. Допомагає йому з лікуванням і похороном Горіо.

## Екранізації
- Батько Горіо (Le père Gorio) (1910) — фільм Армана Нюмеса
- Батько Горіо (Le père Gorio) (1945) — фільм Робера Верне
- Батько Горіо (Papà Goriot) (1970) — італійський телевізійний фільм Тіно Буазеллі
- Батько Горіо (Le père Gorio) (1972) — телевізійний фільм Гі Жорре
- Батько Горіо (Le père Gorio) (2004) — телевізійний фільм Жана-Даніеля Верхака. У ролі батька Горіо — Шарль Азнавур.

## Українські переклади
Роман «Батько Горіо» неодноразово перекладався українською мовою:
- 1930 — переклад Миколи Іванова. Харків: Державне видавництво України (ДВУ). Один із перших повних українських перекладів.

- 1955 — перевидання перекладу Миколи Іванова у зібранні творів Бальзака в 6 томах. Київ: Держлітвидав УРСР.

- 1985 — переклад Леоніда Білецького. Київ: видавництво «Дніпро».

- 2004 — переклад Анатоля Перепаді. Харків: Фоліо (серія «Бібліотека світової літератури»). Відзначається сучасним літературним стилем.

- 2021 — переклад Юлії Максимейко. Львів: видавництво «Астролябія» (серія «Terra incognita»). Видання містить післямову та коментарі, орієнтоване на академічну аудиторію.

### Українською
- Бальзак, О. Батько Горіо / пер. з фр. Миколи Іванова. — Харків: ДВУ, 1930. — 246 с.
- Бальзак, О. Вибрані твори: У 6 т. — Т. 2. — Київ: Держлітвидав УРСР, 1955. — 564 с.
- Бальзак, О. Батько Горіо / пер. з фр. Леоніда Білецького. — Київ: Дніпро, 1985. — 384 с.
- Бальзак, О. Батько Горіо / пер. з фр. Анатоля Перепаді. — Харків: Фоліо, 2004. — 317 с. — (Бібліотека світової літератури). — ISBN 966-03-2766-1.
- Бальзак, О. Батько Горіо / пер. з фр. Юлії Максимейко. — Львів: Астролябія, 2021. — 320 с. — (Terra incognita). — ISBN 978-617-664-203-3.

### Французькою
- Balzac, H. de. Le Père Goriot. — Paris: Furne, 1835 (1re éd. complète).
- Balzac, H. de. Le Père Goriot. — Paris: Gallimard, 1974. — (Collection «Folio classique» no 113). — ISBN 978-2-07-036113-9.
- Balzac, H. de. Le Père Goriot. Édition critique par Pierre-Georges Castex. — Paris: Classiques Garnier, 1991. — (Bibliothèque du XIXe siècle). — ISBN 978-2-8124-3275-6.